# Rinat Dasajev
Rinat Fajzrachmanovič Dasajev, rusky Ринат Файзрахманович Дасаев, tatarsky Rinat Faizrahman uly Dasaev (* 13. červen 1957, Astrachaň) je bývalý sovětský fotbalový brankář tatarské národnosti. Držitel stříbrné medaile z mistrovství Evropy roku 1988 a bronzové z olympijských her roku 1980. Chytal též na třech světových šampionátech (1982, 1986, 1990). V sovětské reprezentaci odehrál 91 utkání. Mezinárodní federace fotbalových historiků a statistiků (IFFHS) ho roku 1988 vyhlásila světovým fotbalistou roku. Roku 1982 byl vyhlášen sovětským fotbalistou roku. Pelé ho roku 2004 zařadil mezi 125 nejlepších žijících fotbalistů, jako jediného sovětského a ruského hráče. Se Spartakem Moskva, kde působil v letech 1977–1988, získal dva mistrovské tituly v sovětské lize (1979, 1987).